# 제종길
제종길(諸淙吉, 1955년 3월 21일~)은 대한민국의 정치인이다. 17대 국회의원과 민선 6기 경기도 안산시장을 지냈다. 본관은 칠원이다.

## 학력
- 우신초등학교
- 영등포중학교
- 영등포고등학교
- 건국대학교 생물학 학사
- 건국대학교 동물학 석사
- 서울대학교 해양생태학 박사

## 경력
- 17대 안산시 단원구 을 국회의원
- 국회 기후변화포럼 회장
- 한국해양연구원 책임연구원
- 한국생태관광협회 공동대표
- 한국수중과학회 회장
- 도시와 자연연구소 소장
- 한국보호지역포럼 위원장
- 에너지 정책 전환을 위한 지방정부협의회 회장
- 2019.07~2022.01: 전국시장·군수·구청장협의회 사무처장
- 대한민국헌정회 경기(남부)지회장

## 수상
- 2016.10.01 대한민국 경제리더 대상(혁신경영부문)/중앙일보 이코노미스트
- 2016.07.20 창조경영 대상(지역경제활성화)/(주)조선방송
- 2016.06.30 한국의 미래를 빛낼 CEO(친환경 경영부문)/월간조선
- 2007.12.26 올해의 환경인상/환경전문기자회
- 2007.07.03 환경지도자 대상
- 2003.06.19 EBS 환경교육대상
- 2001.      대통령 산업포장

## 저서
- 도시 견문록(2014. 자연과 생태)
- 도시 발칙하게 상상하라(2014. 자연과 생태)
- 환경박사제종길이 들려주는 바다와 생태이야기(2006. 각)
- 우리바다 해양생물(공저, 2002. 다른세상)
- 이야기가 있는 제주바다 (2002. 도요새)

## 병역
- 공군병장 만기 전역

## 가족 관계
- 부인 임미정 여사 슬하의 1남 1녀

## 역대 선거 결과
|  | 44.80% |

|  | 46.06% |

|  | 38.95% |

|  | 46.45% |

## 같이 보기
- 안산시 단원구 을
- 안산시 단원구의 국회의원
- 안산시장